# Distrito electoral 29 (condado de Monroe, Illinois)
El distrito electoral de 29 (en inglés: Precinct 29) es un distrito electoral ubicado en el condado de Monroe en el estado estadounidense de Illinois. En el Censo de 2010 tenía una población de 693 habitantes y una densidad poblacional de 12,31 personas por km².

## Geografía
Según la Oficina del Censo de los Estados Unidos, tiene una superficie total de 56.29 km², de la cual 55.6 km² corresponden a tierra firme y (1.22%) 0.69 km² es agua.

## Demografía
Según el censo de 2010, había 693 personas residiendo en el distrito electoral de 29. La densidad de población era de 12,31 hab./km². De los 693 habitantes, el distrito electoral de 29 estaba compuesto por el 98.7% blancos, el 0.14% eran afroamericanos, el 0.43% eran amerindios, el 0.29% eran asiáticos, el 0% eran isleños del Pacífico, el 0.14% eran de otras razas y el 0.29% pertenecían a dos o más razas. Del total de la población el 0.58% eran hispanos o latinos de cualquier raza.